# Ежмановский, Ян Павел

Герб Долэнга

Граф Ян Павел Ежмановский или Павел Ежмановский (пол. Jan Paweł Jerzmanowski; 25 июня 1779, с. Мнево — 15 апреля 1862, Париж) — польский военный деятель, бригадный генерал. Барон Французской Империи. Один из самых известных польских офицеров — участников наполеоновских войн.

## Биография

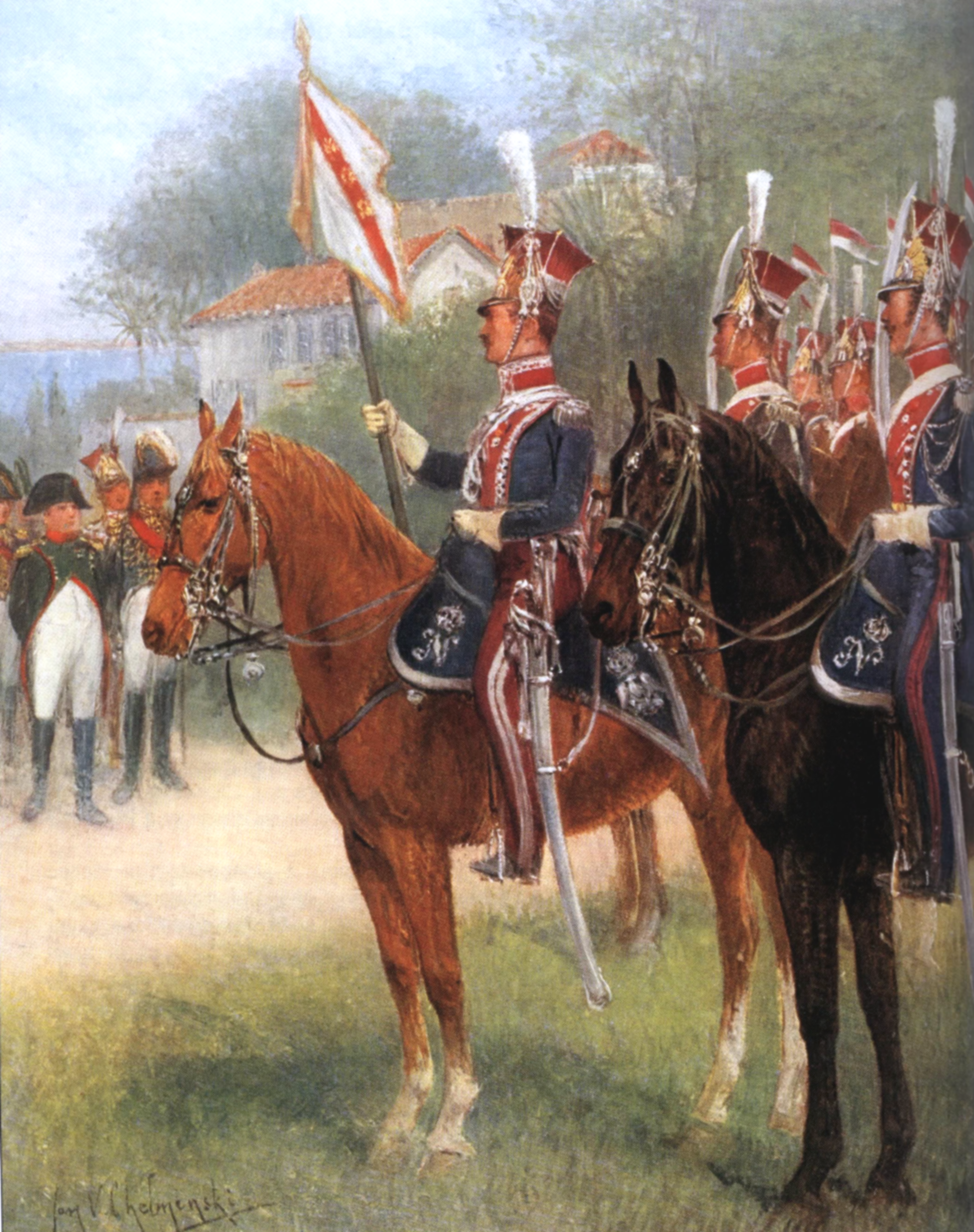
Эскадрон Эльбы

Происходил из обедневшего знатного графского и дворянского рода герба Долэнга. Служил в польской королевской армии. С 1799 года — в чине подпоручика.
В 1800 году перешёл на сторону Наполеона, вступил в польские подразделения Французской революционной армии и сражался в составе Рейнской арми под командованием генерала Моро с австрийцами под Хоэнлинденом. С 1801 года — в чине поручика. После заключения мира между Францией и Австрией вышел в отставку.
В начале русско-австро-французской войны 1805 года вновь поступил на службу адъютантом шефа кавалерии Императорской гвардии генерала М. Орденера. Участник битвы под Аустерлицем.
В 1806 году в ходе войны четвёртой коалиции в рядах французской армии сражался с прусскими войсками. После ранения Орденера, служил адъютантом генерала Дюрока.
В 1807 году император Наполеон создал элитный уланский кавалерийский полк. С апреля 1807 года Павел Ежмановский — капитан 1-го полка шевольжеров-пикинёров Императорской гвардии. Участвуя в 1809 году в австро-французской войне в ходе Ваграмской битве получил тяжелое ранение. Находился на излечении в Вене.
В 1811 году назначен шефом 3-го эскадрона 1-го полка шевольжеров-пикинёров Императорской гвардии Наполеона. Участник Русской кампании 1812 года. В декабре 1812 года во время отступления Великой Армии был в арьергарде маршала Нея и прикрывал её отход.
Во время кампании 1813 года, Павел Ежмановский сражался при Лютцене, Бауцене, в битве под Лейпцигом. Во время сражения при Дрездене взял в плен около 1000 солдат неприятеля.
В 1814 году Павел Ежмановский принимал участие во всех, в частности, при Бриенне, Ла-Ротьере, Шампобере, Монмирале, Шато-Тьерри, Вошане, Монтро, Труа, Бар-сюр-Обе, Краоне, Лаоне, Реймсе, Фер-Шампенуазе, Арси-сюр-Обе, Витри-ле-Франсуа, Сен-Дизье, Ле Бурже, и завершающем сражении — обороне Парижа.
После поражения и заключения Фонтенблоского договора 1814 года остался верен Наполеону. Отрекшийся император взял с собой на остров Эльба личную охрану из 600 человек, в том числе, эскадрон польских улан под командованием П. Ежмановского, так называемый эскадрон Эльбы .
Во время кампании 1815 года, несмотря на наполеоновский декрет об исключении иностранцев из гвардии, как исключение, эскадрон из 225 польских уланов Павла Ежмановского, был в ней сохранен. В чине полковника участвовал в последних битвах Бонапарта при Линьи и Ватерлоо.
Полковник Павел Ежмановский не был допущен к окружению императора, сопровождавшего его на остров Святой Елены, после чего он вернулся на родину. В 1816 году ему было присвоено звание полковника Царства Польского.
После трех лет службы он вышел в отставку и поселился во Франции, в поместье своей жены в Туре.
В 1831 году во время польского восстания входил в состав Польского национального комитета в Париже. Тогда же ему было присвоено звание «Почётного гренадера национальной польской гвардии», с назначением комендантом (руководителем) всех польских предприятий во Франции. Ветеран наполеоновских воен организовал отправку транспорта с оружием повстанцам из Англии в Литву, не увенчавшуюся успехом.
В августе 1831 года Павлу Ежмановскому присвоен чин генерала.
Последние годы жизни провел в Париже, где и умер в 1862 году. Похоронен на Кладбище Монмартр.

## Награды
- Кавалер ордена Почётного легиона (1809)
- Золотой крест Virtuti Militari (1810)
- Кавалер Французской Империи (1810)
- Пожизненная годовая рента в 1000 франков (1810)
- Офицер ордена Почётного легиона (1813)
- Барон Французской Империи (1813)
- Кавалер Императорского ордена Воссоединения (1813)
- Командор ордена Почётного легиона (1815)
- Кавалер Королевского ордена Обеих Сицилий
- Медаль Святой Елены